# Comme des rois
Comme des rois és una comèdia francesa de François Velle estrenada el 1997.

## Argument
Novembre de 1989. El mur de Berlín cau i el bloc comunista es desintegra, empenyent Edek i Roman Kowalski a abandonar Varsòvia per provar sort a París. Uns quants anys després. Malgrat la seva perseverança, els dos germans encara no han trobat el camí cap a l'èxit i lluiten per sortir de les feines ocasionals, Edek venent globus al carrer mentre Roman improvisa, segons l'oportunitat, com a mecànic o professor... hongarès. Una situació precària que Edek aviat ja no aguanta més. Així que decideix tornar a casa. Però arran d'un malentès, es confon a l'aeroport amb Olaf Nielsen, un director islandès convidat al Festival de Reims. Mentrestant, una estrella internacional que vol seguir endavant, Elizabeth Adams està reformant la casa de la seva infància a prop i passa per l'hotel on té lloc el festival.

## Repartiment
- Stéphane Freiss : Edek Kowalski
- Maruschka Detmers : Elizabeth Adams
- Mariusz Pujszo : Roman Kowalski
- Thierry Lhermitte : Yvan
- Louis Velle : Kurt Fielder
- Jacques Sereys : Botteret
- Betty Bomonde : Joséphine Lagarde
- Christian Bujeau : Tom
- Pauline Macia : Gisèle
- Jesse Joe Walsh : Bob Gore
- Marie-Christine Adam : la periodista
- Claude Brécourt : Roche
- Jean-Michel Farcy : lel propietari
- Marine Soimaud : la jove amb l'autògraf
- Alain Sachs : Fouilles
- Bernard Musson: el conserge de l'hotel
- Patrick Rocca: el comissari
- Jean-Pierre Durand: Olaf Nielsen
- Isabelle Tanakil: l'estudiant hongaresa
- Henry Chapier: membre del jurat

## Recepció
La pel·lícula va ser un fracàs comercial i només va tenir 17.337 entrades a França.Va participar al 20è Festival Internacional de Cinema de Moscou.